# Evolène
Evolène (frankoprovensalska: Evolêna/Evolênna) är en ort och kommun i distriktet Hérens i kantonen Valais, Schweiz. Kommunen har 1 670 invånare (2023).